# Heterolobosea
Discicristata – takson eukariotów należący do supergrupy excavata.

## Systematyka
Według Adla należą tutaj:
- Pharyngomonadidae Cavalier-Smith w Cavalier-Smith i Nikolaev, 2008
  - Pharyngomonas
- Tetramitia Cavalier-Smith, 1993 przywrócony przez Cavalier-Smith w Cavalier-Smith i Nikolaev, 2008
  - Acrasis
  - Heteramoeba Droop,1962
  - Naegleria (Alexieff, 1912) Calkins, 1913
  - Percolomonas
  - Pocheina
  - Psalteriomonas
  - Stephanopogon
  - Tetramitus Perty, 1852
  - Vahlkampfia Chatton i Lalung-Bonnaire, 1912